# أليكس ريد (كاتب)
أليكس ريد (بالإنجليزية: Alex Reid)‏ هو كاتب سيناريو أمريكي، ولد في 25 سبتمبر 1965 في الولايات المتحدة.

## وصلات خارجية
- أليكس ريد على موقع IMDb (الإنجليزية)
- أليكس ريد على موقع ألو سيني (الفرنسية)
- أليكس ريد على موقع قاعدة بيانات الفيلم (الإنجليزية)
- أليكس ريد على موقع كينوبويسك (الروسية)